# Pedro Romero Herrero
Pedro Romero Herrero (Covaleda, 4 de diciembre de 1828-Palencia, 19 de febrero de 1895) fue un político, empresario y periodista español, alcalde de Palencia.

## Biografía
Sus padres eran Teodoro Romero y Victoria Herrero, naturales de Covaleda, municipio de la provincia de Soria. Fue enviado por su padre a Madrid para aprender la actividad mercantil. Se convirtió con 19 años en representante de una empresa dedicada a la contrata de sal. Entre las zonas que representaba estaba Palencia y por eso se asentó en esta ciudad.
En 1860 fundó El Porvenir Palentino, publicación periódica que dirigió hasta 1866. Romero, que fue representante de la Compañía Arrendataria de Tabacos en la provincia de Palencia, como político desempeñó el cargo de alcalde de Palencia. Falleció en dicha ciudad el 19 de febrero de 1895.